# Slottsbranden i Stockholm den 7 maj 1697
Denna artikel handlar om målningen. För den historiska händelsen se Slottsbranden 1697.
Slottsbranden i Stockholm den 7 maj 1697 är en målning av Johan Fredrik Höckert från 1866. Målningen visar hur liket efter Karl XI och änkedrottningen Hedvig Eleonora förs ut ur slottet Tre Kronor av bland andra hennes sonson, den nyblivne kungen Karl XII vid den stora Slottsbranden 1697. Tavlan mäter 214 x 184 cm. Det var under en resa till Paris 1862 som Höckert kom på idén till tavlan. Claës Lundin, som tecknat ner Höckerts liv, skrev om händelsen:
| ” | En afton, när Höckert vid en svensk väns sida satt på Boulevard Montmartre i Paris och vännen trodde honom vara upptagen af det sorglösa pariserlifvet, som brusade förbi deras blickar utropade han: »Hvad tyckes om Stockholms slotts brand, då Karl XI stod lik?» Och så skildrade han i verkligen glödande färger, huru han tänkte sig en tafla öfver det nämnda ämnet. Hans tankar voro i det ögonblicket långt från boulevarden. En intressantare skildrare kunde man ej finna, isynnerhet då hans egen fantasi gaf stoff till skildringen. Stockholms slottsbrand stod lifligt för åhöraren den aftonen i Paris, mycket lifligare än när han, några år senare, fick i Stockholm se den då fullbordade taflan. | „ |

Höckert visade målningen på Stockholmsutställningen 1866 trots att han själv inte ansåg att den var helt färdig. Han dog kort därefter och målningen blev fullbordad av hans vän och lärare Johan Christoffer Boklund. Den ställdes ut efter Höckerts död i Paris 1867 och senare i Philadelphia 1876. Med sammanskjutna medel köptes målningen slutligen från Höckerts arvingar 1883 och skänktes sedan till Nationalmuseum där den nu kan beskådas.